# 아스트리드 클리브
아스트리드 마리아 클리브 폰 오일러 (Astrid Maria Cleve von Euler, 1875년 1월 22일 – 1968년 4월 8일)는 스웨덴의 식물학자, 지질학자, 화학자, 웁살라 대학교 연구원이다. 스웨덴 여성으로 과학분야에서 박사 학위를 최초로 취득하였다.

## 생애
아스트리드 마리아 클리브는 1875년 1월 22일 스웨덴 웁살라에서 학자 가정에서 태어났다. 그녀는 아버지로 화학자, 해양학자, 지질학자인 페르 테오도르 클리브 교수와 어머니로 작가인 카롤리나 알마 "카랄마" 외봄 (Alma Cleve로 알려짐)의 장녀이다. 여동생은 시각 예술가이자 스웨덴 모더니즘의 선구자인 아그네스 클리브-요난드 (1876-1951)와 저널리스트인 셀리에 브루니우스 (1882-1980)이다. 이들은 미국에서 체육학 공부를 마친 최초 여성 중 한 명으로 저명한 여성 권리 및 교육 옹호자인 어머니로부터 집에서 조기 교육을 받았다. 그녀는 11세부터 13세까지 로잔 기숙 학교에서 공식 교육을 받았으며 그 후 집에서 중등 교육을 마쳤다.  그녀 아버지는 플랑크톤을 연구하던 실험실에서 과학의 기초를 그녀에게 가르쳤는데, 이러한 형성기의 경험은 규조류에 대한 그녀의 관심을 불러일으켰다. 그녀는 16세에 학사 학위를 취득했다. 그녀는 1891년 가을에 자연 과학을 공부하기 위해 웁살라 대학교에 입학하여 1894년 1월에 학사 학위를 받고 졸업했다. 그 후 진보적인 스톡홀름 대학의 화학 조교수로 고용되었다. 이곳에서 일하는 동안 그녀는 독일 - 스웨덴 생화학자로 나중에 노벨상 수상자가 되는 한스 폰 오일러켈핀을 만났다. 그들은 1902년에 결혼하였는데 결혼 후에는 아스트리드 클리브 폰 오일러(Astrid Cleve von Euler)라는 이름을 사용했다. 이들 부부는 5명의 자녀를 키웠다. 그녀가 대학을 떠난 직후에 3명이 태어났는데 그들 중 한 명은 나중에 생리학자로 노벨상 수상자가 된 울프 폰 오일러이다. 이들 부부는 1912년에 이혼하였는데, 17년 후인 1929년에 전남편 한스 폰 오일러켈핀은 발효 연구로 노벨 화학상을 수상했다.   결혼 생활 말기인 1911년 그녀는 1917년까지 스톡홀름의 안나 산드스트롬 여교사 신학교에서 교사가 되었다. 동시에 그녀는 1912년부터 1914년까지 중등 현대학교(Norrmalm Högre Realläroverket)와 1912년부터 1916년까지 여자 신 고등학교(Nya Elementarskolan)의 서로다른 두 학교에서 가르쳤는데, 이 기간에 연구도 수행했다. 교직을 마친 후 그녀는 베름란드로 이사하여 1917년부터 1923년까지 살았으며 우데홀름 회사의 자회사인 삼림 실험실(Skoghallsverkens Forskningslaboratorium)의 책임자였으며, 이곳에서 계속 연구를 수행했다. 이곳에서 근무한 후 그녀와 가족은 3년 동안 웁살라로 이사했고, 1933년에 그들은 양을 기르던 린데스베르그의 농장으로 이사했다. 그녀는 농업 외에도 마을의 레알스콜라 에서 가르치면서 가족을 부양했다. 1949년에 가족은 웁살라로 돌아가서 그녀가 여생의 대부분을 그곳에서 보냈는데 그해에 가톨릭 신자가 되었다. 딸 카린을 통해 텔레비전 진행자이자 정치가인 딸 아스트리드 "리제테" 슐만 (결혼전 성은 Stolpe)를 두었다. 93세였던 1968년에  탈장수술을 받았는데 이로부터 완전히 회복하지 못하고 1968년 4월 8일 베스테로스 요양원에서 사망했다. 그녀는 평생 동안 프랑스 문학과 철학을 포함하여 많은 개인적인 관심사를 가졌다. 

## 과학적 경력

### 화학 및 초기 규조류 연구
1895년과 1896년에 이루어진 클리브의 초기 연구에는 룰레 래프마크(Lule Lappmark) 지역의 고지대 호수에 있는 규조류에 대한 연구가 포함되었다. 그녀는 북극 호수에서 새로 발견된 규조류를 식별하여 도시하여 출판했다. 그녀는 또한 극북 지역의 식물 생태계와 가혹한 환경에 대한 적응을 조사했다. 1896년에서 1898년 사이에 4개의 화학 논문을 발표했는데 이는 모두 다양한 구조의 질소 함유 유기 화학 물질에 관한 것이다. 웁살라 대학교에서 수행된 이테르븀에 대한 연구는 그녀가 스톡홀름 대학교로 옮긴 후에 출판되었는데, 여기서 그녀는 원소의 원자량과 다양한 기타 특성을 발견했다. 그녀는 1898년 5월 23세의 웁살라 대학교에서  〈Studier ofver några svenska väksters groningstid och förstärkningstadium〉(일부 스웨덴 식물의 발아 시간과 어린 단계에 관한 연구)라는 제목의 논문으로 박사 학위를 받았다. 그녀는 박사학위를 받은 두 번째 스웨덴 여성이자 과학 분야에서는 처음이었다. 1898년부터 1902년까지 그녀는 Stockholms högskola (이후 스톡홀름 대학 )의 화학 연구소에서 화학 조교수로 고용되었는데 이로써 이 학교의 여성 고용에 대한 진보적인 태도가 입증되었다. 스톡홀름에서 재직하는 동안 그녀는 란탄과 셀레늄에 관한 논문을 발표했다.  그녀는 한스 폰 오일러켈핀과 결혼하면서 화학과를 떠났고, 떠난 후 5년 동안 그와 함께 16편의 논문을 발표했다. 부부는 질소 유기 화합물, 포름알데히드 에서 케토스 합성, 금속-암모니아 복합체, 수지의 화학 물질, 공업용 알코올 합성에 대해 연구했다. 스톡홀름의 여러 중등학교에서 교사로 재직하는 동안 플랑크톤에 대한 연구를 재개하여 1910년과 1912년에 스톡홀름 근처 수역의 식물군에 대한 주요 연구를 발표했다. 이 논문은 스톡홀름 지역에서 오염이 발생하기 전 규조류 플랑크톤에 대한 유일한 기록이라는 점에서 오늘날에도 여전히 의미가 있다. 여전히 중등학교 교사였던 1913년에 그녀는 스웨덴 수로생물학위원회(Swedish Hydrographical Biological Commission)의 생물학 조수로 고용되었다. 위원회를 위하여 그녀는 스카게라크 해협의 플랑크톤 연구에 관한 1917년 모노그래프를 제작했다. 우데홀름 회사의 임업 연구실로 자리를 옮긴 후 그녀는 연구를 계속했다. 그곳에서 1920년에서 1925년 사이에 수행된 연구는 아황산염 펄프 제조 과정에서 생성된 리그닌, 특정 목재의 리그닌 함량 결정 방법, 솔잎 과 가문비 나무 바늘의 구성, 이산화탄소의 역할, 식물에서 펄프 부산물, 석유 및 석탄을 분리하는 방법   등 다양한 주제에 관한 23편의 논문으로 구성되어 있다. 하지만 이 연구는 주로 리그닌 화학에 초점을 맞춘 것이다. 이 기간 동안 셀레늄에 관한 대중적인 과학 서적과 응용 생화학 입문 교과서를 저술하여 교육과의 상호관계가 계속되었다.

### 제4기 지질학 및 후기 규조류 연구
1920년대 후반과 1960년대 시기의 그녀 연구에서는 발트해의 살아있는 규조류와 화석 규조류 모두에 다시 초점을 맞추었다. 그녀의 연구는 이와 관련된 고생물학적 주제, 즉 발트해, 그리고 내해, 그리고 후기 빙하기 및 그 직후의 수위 변화 등의 문제로 확장되었다. 또한 발트 해와 바다의 연결 변화를 결정하기 위해 규조류 연구에서 파생된 경계 분석을 수행했는데, 이 분석은 퇴적물에 규조류가 재퇴적될 가능성 때문에 그 유효성에 의문이 있는 것으로 생각되고 있다. 현대 스칸디나비아 과학 기관과의 담론에서 클리브는 진동 이론(oscillation theory)의 지지자로서 갈등을 발견했다. 진동 이론은 1899년 N. O. Holst에 의해 처음 제안되었는데 1921년 에른스트 안테브스에 의해 재활용되었다. 그녀가 1923년 간행물에서 이론을 재구성했을 때 기존 지질학자들에 의해 다시 거부되었다. 이 이론에서는 페노스칸디아의 표면이 페노스칸디나비아 빙상이 녹은 후에 그 표면이 모멘텀을 잃은 진자처럼 아래위로 진동했다고 주장했다. 스톡홀름 지질 학회에서 이론의 타당성에 대한 그녀의 주장은 그녀가 학회에서 퇴출 당할 때까지 약 1년 동안 지속되었다.  1927년과 1928년에 그녀는 지질학자 헨릭 문테와 함께 신문의 의견란을 통하여 논쟁을 벌였다. 문테는 데게르포르스(Degerfors)에 소재한 "스베아 강"(Svea River)를 국가 기념물로 선언할 것을 제안했는데, 클리브는 "스베아 강"이 국가 기념물로 지정되어야 하지만 문테와 폰포스트가 주장한 것과 같이 고대 안킬루스 호수의 토출구는 아니라고 주장했다. 문테가 신문에서 그의 지질학적 해석을 옹호한 것에 대하여, 그녀는 스베아 강의 정체에 대한 그의 생각을 진전시키도록 하는 비과학적인 이유가 있다고 비난하면서 응대하여 이 논쟁은 개인적인 것으로 바뀌었다.
1932~1955년 동안 규조류 분류학에 관한 여러 논문을 출판했다. 1932년의 최초의 논문에서는 토케른 분지(Täkern Basin)에서 발견된 화석 규조류로, 스웨덴에 알려지지 않은 184종을 포함하여 현존하는 535종의 화석 규조류를 다루었다. 두 번째는 이로부터 2년 후 1932년 라플란드에서 현장 조사를 한 이후였다. 여기에서는 673개의 북부 핀란드 규조류 종을 다루었는데, 그 중 다수는 새로운 발견이었다. 이 작업으로 규조류 식물상의 조사를 통한 지질학적 연구를 수행하게 되었다. 같은 해에 그녀는 이 지역의 제4기 지질학(Quaternary geology) 에 대해 발표했다. 같은 시기에 그녀는 빙하기 퇴적물에서 규조류를 연구하기 위해 스웨덴 지질조사국의 지질학자들에게 고용되었다. 그녀는 1951년까지 다른 주요 업적을 출판하지 않았다가, 스웨덴과 핀란드 규조류에 대하여 10년 동안 작성한 포괄적인 논문을 출판하였다. 오늘날에도 여전히 사용되고 있는 《Die Diatomeen von Schweden und Finnland》에서는 약 1600종의 규조류와 분류, 분포, 생태 및 화석을 다루고 있다. 그녀는 수년 동안 이 지역의 식물상에 대한 작업을 계속하여 새로운 종을 발견하고 분류법을 수정했다.  1945년 웁살라 대학교 로 돌아온 후 그녀는 지질학과에 참여하여 제4기 동안 발트해의 수위 변화에 대한 이론을 기고했다. 그녀는 1947년부터 1948년까지 대학의 식물 생태학 연구소에서 규조류를 강의했다. 1948년에 그녀는 스웨덴 최초의 여성 희년 철학박사(Jubilee Doctor of Philosophy) 수상자로서 명예 학위를 받았다. 그녀는 1955년 규조류 연구로 명예교수직을 수여받았다.  클레브는 86세가 될 때까지 과학 논문을 계속 발표했다. 

## 논란
카롤린스카 대학 병원 근처에 있는 그녀의 이름을 딴 거리는 최근에 그녀가 평생동안 나치즘에 대하여 동조하였다는 폭로 이후 이름의 변경을 위해 재검토되었다.

## 과학 업적 일부
- On recent freshwater diatoms from Lule Lappmark in Sweden (1895)
- Studier öfver några svenska växters groningstid och förstärkningsstadium (1898) Dissertation
- Bidrag till kännedomen om ytterbium (1901)
- Cyclotella bodanica i Ancylussjön: Skattmansöprofilen ännu en gång (1911)
- Försök till analys av Nordens senkvartära nivåförändringar (1923), Geologiska Föreningen i Stockholm Förhandlingar
- The diatoms of Finnish Lapland (1934)
- Sundets plankton: sammansättning och fördelning (1937)
- Bacillariaceen-assoziationen im nördlichsten Finnland (1939)
- Natur und Alter der Strandflächen Finnlands: Eine spätquartäre Rekonstruktion (1943)
- Die diatomeen von Schweden und Finnland I-V (1951-1955)
- Was war der Svea älv? (1957)

## 추가 자료
- Astrid Cleve at Svenskt kvinnobiografiskt lexikon